# Alien - Zona di guerra
Alien - Zona di guerra (Zone Troopers) è un film statunitense del 1985 diretto da Danny Bilson. Il film è stato distribuito anche in VHS con il titolo Zona di guerra.

## Trama
Ambientato durante la seconda guerra mondiale un gruppo di soldati statunitensi in difficoltà di stanza in Italia, ritrovano un disco volante con un alieno vivo. L'essere si unirà alle forze che lo hanno aiutato contro i tedeschi. Alla fine il piccolo gruppo verrà salvato da altri alieni venuti in soccorso del primo.

## Produzione
È stato girato in Italia, specialmente nella zona del Prato Camillo nella Macchia di Manziana nel nord di Roma.